# Shelley Winters
Shelley Winters (18. kolovoza 1920. – 14. siječnja 2006.), američka filmska, televizijska i kazališna glumica, dvostruka oskarovka.
Rođena je kao Shirley Schrift u židovskoj obitelji. Potječe iz St. Louisa, Missouri, ali se s tri godine preselila u Njujorški Brooklyn. Majka joj je bila pjevačica, a otac dizajner muške odjeće.
Na filmu je nastupala čak 56 godina. Iako se nije odlikovala velikom ljepotom, njen glumački talent, duhovitost i drskost pomogle su joj na profesionalnom planu. Kad je počinjala proboj na zvjezdano nebo Hollywooda, cimerica joj je bila Marilyn Monroe.
Tijekom 1950-ih proslavila se nizom uloga, a 1960-ih i 1970-ih posvetila se uspješnim kazališnim produkcijama; 1980-ih većinom je nastupala na televiziji parodirajući svoj lik.
Uvijek svjesna svog židovskog porijekla, prvog Oscara dala je Kući Anne Frank u Amsterdamu.
Tijekom 1990-ih nastupala je u seriji Roseanne, glumeći baku glavne junakinje. Iskoristila je svoje probleme s težinom da prikaže te stvari u drugom kontekstu. Žalila se što nema više uloga za debeljuškaste glumice.
Posljednja uloga bila joj je razdražljive medicinske sestre u filmu "Gideon" (jedna od posljednjih uloga Charltona Hestona).
Winters se udavala četiri puta i imala kćer Victoriu. Imala je afere s nizom holivudskih glumaca, a William Holden i Marlon Brando samo su neki od njih.
Umrla je u 85. godini prirodnom smrću prije toga se vjenčavši s dugogodišnjim partnerom.

## Vanjske poveznice
- Shelley Winters u internetskoj bazi filmova IMDb-u (engl.)